# Kai Lundager
Kai Lundager (20. november 1956 - 27. oktober 2010) var karateudøver, instruktør og dommer. Dansk mester i kumite og kata samt europa- og verdensmester i kata.

## Kai Lundager: Et liv med karate

### Sort bælte som 19-årig
Inspireret af film med Kung Fu og for at lære selvforsvar begynder Kai Erik Lundager 16 år gammel at træne JKA Shotokan karate i 1973 i Nippon Karate Do-Kai på Danasvej på Frederiksberg i København. Han fortsætter i 1975 som brunbælte i Frankrigsgade under Jørgen Bura Larsen og japaneren Masahiko Tanaka. Samme år og i en alder af 19 år bliver han gradueret 1. dan sort bælte. I 1975 vinder Tanaka i øvrigt World Karate Championships i Los Angeles.

### Tæsk af Tanaka
Kai Lundager huskede træningen under Tanaka som meget hård i et interview, han gav til KarateNews.dk i 2010: "Vi fik nogle frygtelige tæsk af Tanaka Sensei, som gennembankede hele holdet, når han trænede op til stævner. Det var trods alt en god periode, men også en meget hård periode, som jeg ikke vil have undværet." Alligevel bryder Kai Lundager med JKA (Japan Karate Association) i 1976 og træner videre under John Nielsen i dennes klub Kyohan Karate-Do i København under Dansk Shotokan Forbund, et alternativ til JKA.

### Videre som instruktør
I slutningen af 1970'erne begynder Kai Lundager sammen med sin daværende partner Lone Hansen at undervise i TIK Shotokan Karate-Do (hedder nu Taastrup Karate), som efterhånden bliver en af Danmarks største klubber. I 1996 stifter Kai Lundager og Lone Hansen klubben Musashi Shotokan Karate-Do i Valby i København, som de leder frem til 2001. Også Musashi bliver en af de førende karateklubber i Danmark målt på sportslige resultater. Frem til sin død i 2010 er Kai Lundager tilknyttet Solrød Karate Klub som instruktør.

### Møder Kanazawa og stifter SKI
I begyndelsen af 1980'erne rejser Kai Lundager og Lone Hansen til England for at træne under japaneren Hirokazu Kanazawa. Kanazawas karate er netop den teknisk betonede karate, som Kai Lundager stræber efter. Derfor stifter Kai Lundager og Lone Hansen sammen med Bruno Jensen i 1981 en ny organisation for Shotokan Karate i Danmark kaldet SKI (senere SKIF Danmark) og melder sig dermed ind i Kanazawas organisation Shotokan Karate-Do International Federation (SKIF), der er et alternativ til JKA. SKIF begynder at sende japanske instruktører til Danmark, og i 1982 kommer Kanazawa selv til Danmark for at undervise. Mange klubber melder sig efterhånden ind i SKI/SKIF Danmark, som bliver den største organisation for Shotokan Karate i Danmark.

### Verdensmester i kata
Kai Lundager huskede selv SKIF-verdensmesterskaberne i 1997 som sit sportslige højdepunkt. Han deltog i masterklassen over 40 år og blev verdensmester i kata. "Jeg lavede her den bedste kata, jeg nogensinde har følt, at jeg har lavet. Jeg lavede Gojushiho Dai og tænkte bagefter: Det kan jeg ikke gøre bedre. Så kom Maruo Sensei over og sagde: You made a perfect kata!. Det plejer en højt gradueret japansk sensei ellers ikke at gøre. Det er helt klart min bedste oplevelse," fortalte Kai Lundager i 2010 til KarateNews.dk.

### Dansk Karate Forbunds mindeord
Dansk Karate Forbund har indstiftet en vandrepokal i Kai Lundagers navn, som uddeles ved DM for bedste allround kata- og kumitepræstation. I forbundets mindeord hedder det blandt andet: "Kai Sensei har stået for noget af det ypperste, dansk karate har skabt, og han vil til tid og evighed blive ved med det i erindringen hos de mange hundrede karate-kaer, som Kai Sensei har været i berøring med igennem tiden. Dels som den ærede og respekterede instruktør Kai Sensei var, dels som en undervisningskapacitet i forbundets uddannelseshus, dels som dommer og endelig som den komplette karate-ka, der mestrede kata og kumite på internationalt topniveau."

## Mesterskaber
- 1979 Dansk mester i kumite
- 1982 Dansk mester i kata og kumite
- 1983 Sølv i kumite ved DM
- 1984 Dansk mester i kumite
- 1985 Dansk mester i kumite
- 1986 Dansk mester i kumite
- 1987 Dansk mester i kumite (bronze i kata)
- 1988 Dansk mester i kata og kumite
- 1989 Dansk mester i kata og kumite
- 1997 Verdensmester i kata, masterklassen over 40 år (SKIF)
- 1998 Danmarksmester i holdkata
- 1998 Europamester i kata samt bronze i kumite (SKIF)
- I alt 11 individuelle DM-guldtitler
- Er på Dansk Karate Forbunds landshold uafbrudt 1979-1990
- Deltager i fem verdensmesterskaber i regi af World Karate Federation 1980-1988

## Instruktørgerning
- Instruktør i TIK Shotokan Karate-Do
- Instruktør i Musashi Shotokan Karate-Do
- Instruktør i Solrød Karate Klub
- Landstræner for Dansk Karate Forbunds kvinder
- Landstræner for Dansk Karate Forbunds seniorer
- SKIF Danmark-landstræner 1990-2004 (holdet vinder EM i holdkumite 2001)
- Underviser på utallige træningslejre, seminarer osv.
- Underviser ved Gerlev Idrætshøjskoles sommerkurser i kampkunst

## Tillidsposter
- Dommer i Dansk Karate Forbund fra 1980
- Medlem af Dansk Karate Forbunds dommerudvalg
- Formand for Dansk Karate Forbunds dommerudvalg 2007
- Medlem af Dansk Karate Forbunds værdigrundlagsudvalg
- Underviser på Dansk Karate Forbunds instruktørkurser
- I SKIF Danmarks tekniske ledelse 1981-2004

## Gradueringer (sort bælte)
- 1. dan december 1975 (JKA)
- 2. dan november 1978 (JKA)
- 3. dan oktober 1981 (SKIF)
- 4. dan april 1987 (SKIF)
- 5. dan maj 1992 (SKIF)
- 6. dan juni 1997 (SKIF)
- 7. dan november 2006 (SKIF)

## Klubber
Kai Lundager var tilknyttet følgende karateklubber, enten som elev eller instruktør:
- Nippon Karate Do-Kai, Frederiksberg - fra 1973
- Shotokan Karate Do-Kai, Amager - fra 1975 (instruktører Masahiko Tanaka og Jørgen Bura Larsen)
- Kyohan Karate-Do, København - fra 1976 (instruktør John Nielsen)
- TIK Shotokan Karate-Do, Taastrup - fra slutningen af 1970’erne (selv instruktør)
- Musashi Shotokan Karate-Do, Valby - 1996-2001 (selv instruktør)
- Solrød Karate Klub, Solrød - til sin død 2010 (selv instruktør)

## Instruktører
Især de følgende instruktører påvirkede Kai Lundagers udvikling som karateudøver:
- Jørgen Bura Larsen
- Masahiko Tanaka
- John Nielsen
- Hirokazu Kanazawa

Af andre japanske instruktører, som Kai Lundager trænede under, kan nævnes Kobayashi i 1970’erne og Sadashige Kato i 1980’erne, begge fra stilarten Shotokan, samt Shingo Ohgami fra stilarten Wado-Ryu og Morio Higaonna fra stilarten Okinawa Goju-Ryu.

## Uddannelse og erhverv
Kai Lundager uddanner sig til cand.scient. i dansk og idræt fra Københavns Universitet og underviser fra 1988 på Greve Gymnasium. Han bruger også uddannelsen i idræt til at forbedre sin karatetræning og undervisning.

## Sygdom og død
Kai Lundager dør 27. oktober 2010 på Rigshospitalet efter at have kæmpet mod leukæmi i flere år. Han bisættes 2. november 2010 fra Glostrup Krematoriums Kapel, hvor mange karateudøvere benytter lejligheden til at vise ham den sidste ære.

## Andet
Lone Hansen tiltræder stillingen som direktør for Team Danmark i februar 2015. Hun er tidligere direktør for Anti Doping Danmark.